# Кольонія-Лешноволя
Кольонія-Лешноволя (пол. Kolonia Lesznowola) — село в Польщі, у гміні Лешноволя Пясечинського повіту Мазовецького воєводства.
У 1975-1998 роках село належало до Варшавського воєводства.